# Manuel García (barítono)
Manuel Patricio Rodríguez Sitches, más conocido como Manuel García (Madrid, 17 de marzo de 1805 - Londres, 1 de julio de 1906), fue un cantante de ópera (barítono), y maestro de canto español, inventor del laringoscopio. Su  Tratado completo del arte del canto de los años 1840 y 1847 es un documento importante para comprender la práctica del estilo operístico del bel canto en las últimas décadas del siglo XVIII y primeras del siglo XIX.

## Biografía
Aunque las noticias sobre su nacimiento resultan controvertidas, según atestigua una placa situada en la fachada, García nació el 17 de marzo de 1805 en la Travesía del Reloj n.º 1 (Madrid). Fue hijo del famoso tenor y maestro de canto Manuel del Pópulo Vicente García (1775-1832), cantante predilecto de Gioacchino Rossini. Su madre fue Joaquina Sitches (1780-1864),  conocida como "la Briones". Sus hermanas María Malibrán (1808-1836) y Pauline Viardot-García (1821-1910) fueron dos de las cantantes más afamadas de la época. Su media hermana Josefa Ruiz García también fue una soprano de renombre. García se casó con la cantante Eugénie Mayer (1818-1880). Su hijo fue el barítono Gustave García.
Después de recibir lecciones de canto de su padre, debutó en su compañía de gira como barítono, interpretando el papel de Fígaro en El barbero de Sevilla de Rossini en 1825 en Nueva York. Sin embargo, dado que, a diferencia de su padre y hermanas, evidentemente tenía medios vocales limitados, después de cuatro años abandonó definitivamente los escenarios.
Desempeñando un puesto administrativo en los hospitales militares de París, se aficionó a los estudios de la laringe lo que le permitió dar al estudio del arte del canto un giro verdaderamente científico y desconocido hasta la época.
Siguiendo los pasos de su padre, fundó una escuela de canto en París, cuyo sistema de enseñanza fue universalmente apreciado, siendo recompensado con el nombramiento de profesor del Conservatorio parisiense. En 1847 publicó un tratado completo del arte del canto, obra que fue traducida a varios idiomas y adoptada como texto de enseñanza oficial en distintas naciones.
Manuel García enseñó en la Academia de las Ciencias (1830-1847), en el Conservatorio de París (1847-1850) y la Royal Academy of Music de Londres (1848-1895).
García estudió la anatomía de la laringe, especialmente la estructura de las fibras musculares. En 1855, García logró ver el interior de su propia laringe con un espejo de dentista y estudiar sus movimientos durante el proceso del canto. Desde entonces, García es considerado el inventor del laringoscopio. García se interesaba sobre todo en su investigación de la laringe por su uso en el canto operístico, sin dejar de lado la higiene vocal y los aspectos médicos. Por ello recibió el título de doctor honorario de la universidad de Königsberg, además de otros reconocimientos internacionales. 
En 1924 la Academia de Medicina de Madrid le realizó un homenaje en el que el Dr. Tapia dijo sobre el laringoscopio de Manuel García "El invento no sólo dio origen a una rama importante de la ciencia médica, sino que ha salvado innumerables vidas y aliviado a infinito número de enfermos".
Como maestro de canto, García es considerado el principal teórico y observador del estilo operístico del bel canto. Gracias a su larga vida (vivió hasta los 101 años) pudo enseñar a cantantes que siguieron activos hasta la Segunda Guerra Mundial. Su alumna más destacada fue la soprano sueca Jenny Lind.
Falleció el 1 de julio de 1906 en Cricklewood (cerca de Londres) en su residencia «Mon abri», y fue enterrado en el cementerio contiguo a la iglesia de St. Edward, en Suttonplace, próximo a Woking.

## Obras

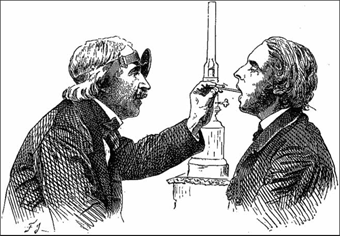
Imagen de El laringoscopio en el tratado de canto de García, 1884.

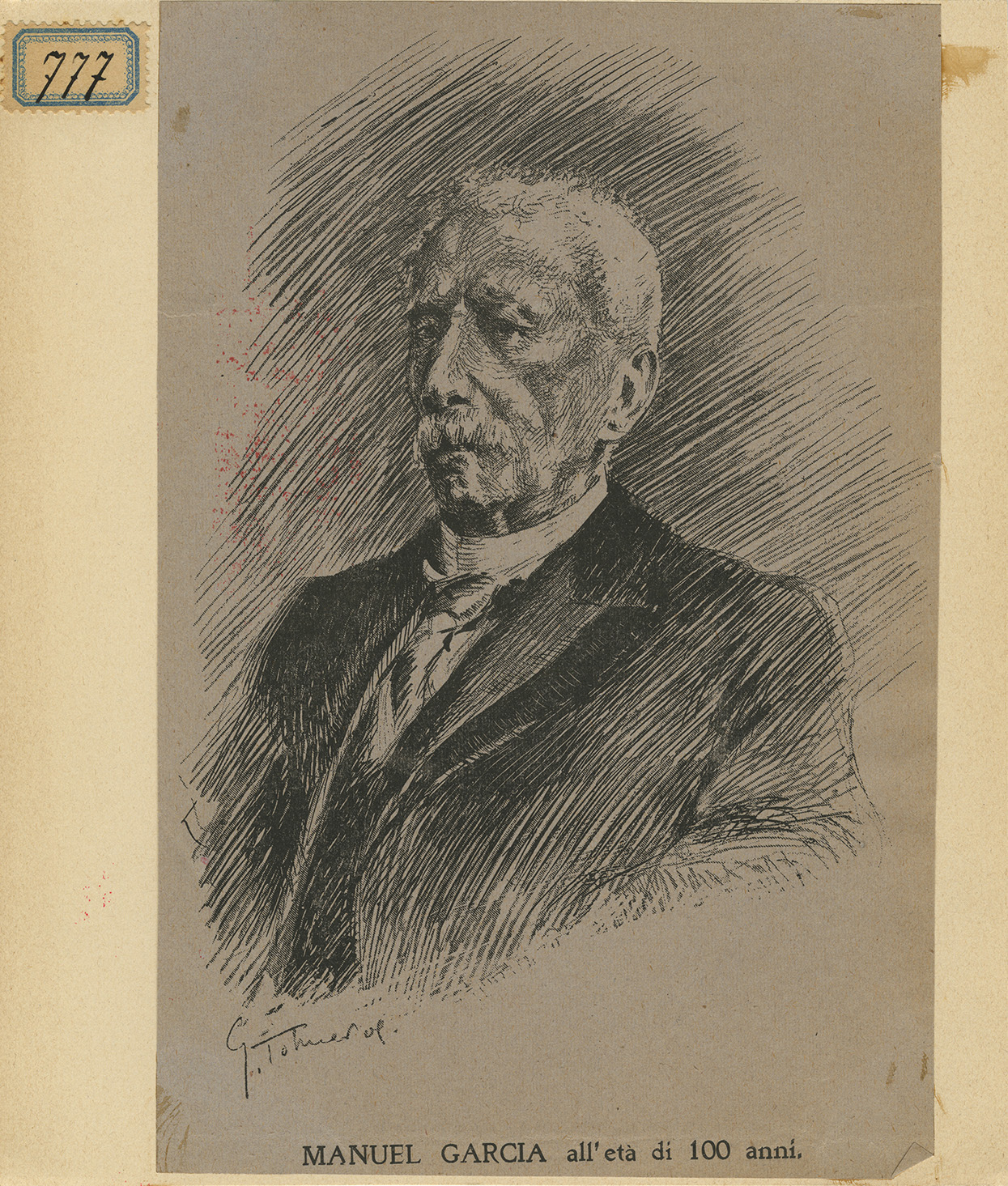
Retrato de Manuel García, 1905.

- Mémoire sur la voix humaine présenté à l'Académie des Sciences en 1840. París: Duverger, 1847.
- École de Garcia: traité complet de l'art du chant par Manuel Garcia fils. Mayence, París: Schott 1840 (parte primera), 1847 (parte segunda).
Otras ediciones:
  - (en alemán) Garcia's Schule oder Die Kunst des Gesanges. Neu, in abgekürzter Form herausgegeben von F. Volbach. Maguncia: B. Schott's Söhne, 1909.
  - (en alemán) Garcias Schule oder Die Kunst des Gesanges in allen ihren Theilen vollst. abgehandelt von Manuel Garcia. Deutscher Text von C. Wirth. Maguncia: Schott, 1841; auch in zwei Teilen in der Zeitschrift C a. C.ilia; Erster Theil, in Band 22 (1843), Heft 85; Zweiter Theil in Band 26 (1847), Heft 104 (Digitalisat)
  - (en inglés) A complete treatise on the art of singing, part two by M. Garcia II., completa las ediciones de 1847 and 1872 collated, ed. y trand. por Donald V. Paschke. Reeditado en 1872. Nueva York: Da Capo Press, 1975. ISBN 0-306-76212-9. ISBN 0-306-70660-1. (Note: incluye bibliografía).
  - (en francés) École de Garcia: traité complet de l'art du chant en deux parties. Réimpr. de l'éd. de Paris, l'auteur, 1847. Genève: Minkoff, 1985. ISBN 2-8266-0817-7.
  - (en francés)/(en italiano) Traité complet de l'art du chant en deux parties. Trattato completo dell'arte del canto in due parti.Stefano Ginevra (ed). Turin: Zedde, 2002 (texto francés de la sexta edición de 1872 y traducción italiana; se incluye, como apéndice, el Mémoire sur la voix humaine présenté à l'Académie de Sciences de 1840).
  - Tratado completo del arte del canto. Escuela de García. Lucía Díaz Marroquín y Mario Villoria Morillo (eds.). Kassel: Reichenberger, 2012. ISBN 978-3-937734-91-0

## Alumnos destacados
- Mathilde Marchesi
- Jenny Lind
- Erminia Frezzolini
- Charles Santley
- Julius Stockhausen
- Johanna Wagner
- Johannes Messchaert